# Gerald Fuchsbichler
Gerald Fuchsbichler (* 20. April 1943 in Kapfenberg; † 23. Februar 1995 in Wien) war ein österreichischer Fußballspieler.

## Karriere
Er war der ältere Bruder von Erwin Fuchsbichler, der ebenfalls Torwart der österreichischen Fußballnationalmannschaft war.
Nachdem er seine Karriere bei der Kapfenberger SV begonnen hatte, wechselte Fuchsbichler, als der Verein am Ende der Saison 1966/67 aus der Bundesliga abstieg, für 150.000 Schilling (ca. 10.900 Euro) zum SK Rapid Wien. Während seiner Zeit bei Rapid Wien gewann das Team die Meisterschaft und Fuchsbichler wurde in die österreichische Fußballnationalmannschaft berufen. Während der Saison 1970/71 unterschrieb Geralds Bruder Erwin Fuchsbichler, ebenfalls Torwart, bei Rapid Wien. 1971 wurde Gerard für 700.000 Schilling (ca. 51.000 Euro) zum Wiener Sport-Club transferiert.
Nach seiner Pensionierung nahm er eine Bürostelle bei Nordmende an. Er starb 1995 an Kiefer- und Zungenkrebs.

## Erfolge
- Österreichischer Meister: 1968 mit Rapid Wien
- Österreichischer Cupfinalist: 1969 mit Wiener Sport-Club
- 6 Länderspiele für die österreichische Fußballnationalmannschaft